# Бахчисарай
Бахчисара́й (на украински: Бахчисарай; на кримскотатарски: Bağçasaray) е град в Крим, Украйна. Днес административен център на Бахчисарайски район, градът е бивша столица на Кримското ханство и Кримската народна република. Разположен е в долина в подножието на Кримските планини, на 22 km югозападно от Симферопол и на 27 km североизточно от Севастопол. Към 2016 г. има население от 27 351 души.

## Наименование
Името на града в превод от кримскотатарски означава „градина-дворец“ (бахча/bağça – сад, сарай/saray – дворец).

## История
На територията на днешен Бахчисарай в миналото са съществували няколко поселения. Към момента на образуването му като град в началото на XVI век тук се открояват три селища: градът-крепост Кирк-Ер, селището Салачик в каньона в подножието на Кирк-Ер и селището Ески-Юрт при изхода от долината. В Салачик и Кирк-Ер още от времената на Златната орда съществуват административни центрове. През XV и XVI век кримският хан Менгли I Герай започва градско строителство в Салачик, планирайки да го превърне в голяма столица. Каньонът, обаче, се оказва твърде тесен и малко по-късно ханският дворец е преместен на по-широко в Бахчисарай. Новата столица бързо става не само административен, но и културен и икономически център на ханството. По това време тук живеят 25 хиляди души от различни етноси.
През 1736 г. градът е нападнат и опожарен от руската армия, ръководена от Христофор Миних, поради стремежа на Русия да придобие излаз на Черно море. Впоследствие градът е построен отново, с помощта на архитекти от Истанбул. Татарското ханство не успява да придобие отново независимост, а Крим е присъединен към Руската империя от Екатерина II. В резултат на това знатните татари в града емигрират към Истанбул, а Бахчисарай обезлюдява. Към края на XVIII населението му възлиза на около 6 хиляди души.
По време на Кримската война градът се оказва в центъра на бойните действия – недалече от града се провежда първото сражение, при което руската армия претърпява поражение.
През XIX и XX век градът е център на културния и обществен живот на кримските татари. До депортацията на кримските татари през 1944 г. Бахчисарай е един от трите градове (заедно с Карасубазар и Алуща) в Крим, които са с преобладаващо кримскотатарско население. След изселването на кримските татари в града са заселени българи, гърци и арменци.
В днешно време останалите исторически обекти около града привличат туристи.

## Население
| 1930   | 1939   | 1979   | 1989   | 2001   | 2006   | 2009   |
| ------ | ------ | ------ | ------ | ------ | ------ | ------ |
| 10 450 | 10 891 | 22 321 | 25 363 | 27 549 | 26 400 | 26 067 |
| 2010   | 2012   | 2014   | 2016   |        |        |        |
| 26 144 | 26 363 | 27 448 | 27 351 |        |        |        |

### Етнически състав
Към 1930 г. в града живеят 10 450 души, от които 7420 кримски татари, 1850 руснаци, 315 евреи, 205 гърци, 185 украинци, 50 немци, 30 българи, 30 арменци и 365 други.
По данни от преброяването през 2014 г., етническият състав на града изглежда така:
| руснаци (59.20%) кримски татари (22.52%) украинци (10.11%) татари (3.78%) беларуси (0.72%) арменци (0.39%) узбеки (0.32%) други (2.96%) |

## Икономика
В Бахчисарай се произвеждат строителни материали, вино, хлебни изделия и етерични масла. Голяма роля в икономиката на града играе туризма. Основните туристически обекти на града са Ханският дворец и Чифут кале.

## Побратимени градове
- Бурса, Турция[8]

## Галерия
- Старият град в Бахчисарай.
- Паметник на А. Пушкин.
- Улица в старата част.
- Изглед към старата част.
- Джамия и двор в Ханския дворец.
- Улица „Ленин“.
- Ханският дворец.
- Минаре на джамията в Ханския дворец.